# Bobcat (navegador)
Bobcat és un navegador web en manera text per al sistema operatiu DOS.
Està basat en les característiques del navegador web Lynx (específicament, la versió 2.4.2) encara que no n'és una conversió completa. Bobcat inclou parts del codi de Lynx 2.6, apart de porcions del navegador web DOSLYNX. Bobcat cerca ser una alternativa de Lynx encara que amb menys característiques, amb l'objectiu de reduir els requeriments del maquinari. Mentre que Lynx requereix com a mínim un processador 386, sota l'entorn DOS, Bobcat pot funcionar en processadors 8086. Encara que originalment incloïa suport per als protocols FTP i Gopher, derivats de Lynx, aquests van ser suprimits en la versió Bobcat 0.7 per a reduir el pes de l'aplicació.
El nom bobcat és un joc de paraules: bobcat és un altre nom pel Lynx rufus (o linx vermell), un felí de grandària mitjana, emparentat amb el linx (Lynx).